# Церковь Николая Чудотворца (Шатур)
Церковь Николая Чудотворца — православный храм в селе Ша́тур Егорьевского района Московской области.

## История
В начале XVIII века в Ша́туре находилось две церкви: Никольская, построенная в 1701 году, и Казанская, построенная в 1717 году.
В 1831 году Никольская церковь сгорела, и в 1833 году на средства московского купца Афанасия Щекина была вновь отстроена деревянная церковь Николая Чудотворца с приделом Казанским.
В 1838 году вместо обветшавшей Казанской церкви была построена церковь в честь Нерукотворного образа Христа Спасителя.
По данным 1890 года в состав прихода, кроме села, входили деревни: Большое Гридино, Собанино, Борносово, Алексино, Малое Гридино, Денисовская, Старая, Чадлева, Якимовская и Горки.
В 1909 году построена отдельно стоящая кирпичная колокольня.
Церковь была закрыта в начале 1960-х годов, а в 1970-х годах сгорела. В настоящее время уцелела только кирпичная колокольня.